# Championnat d'Afrique du Sud de football 2014-2015
Navigation
Édition précédente Édition suivante
La saison 2014-2015 du Championnat d'Afrique du Sud de football est la 19e édition du championnat de première division en Afrique du Sud. Les seize meilleurs clubs du pays sont regroupés au sein d'une poule unique, où ils s'affrontent deux fois au cours de la saison, à domicile et à l'extérieur. À l'issue du championnat, le dernier du classement est relégué tandis que l'avant-dernier dispute un barrage de promotion-relégation face aux meilleures équipes de National First Division, la deuxième division sud-africaine.
C'est le club de Kaiser Chiefs qui remporte le titre cette saison après avoir terminé en tête du classement final de la compétition. C'est le douzième titre de champion d'Afrique du Sud de l'histoire du club.

## Équipes

### Participants et locations
| \| Clubs à Johannesbourg Bidvest Wits Kaizer Chiefs Moroka Swallows Orlando Pirates Johannesbourg AmaZulu Polokwane City FC Bloemfontein Celtic Ajax Chippa United Free State Stars Maritzburg United Platinum Stars Pretoria Mpumalanga Clubs à Pretoria Mamelodi Sundowns Supersport United Pretoria University \| Localisation des clubs |
| Clubs à Johannesbourg Bidvest Wits Kaizer Chiefs Moroka Swallows Orlando Pirates Johannesbourg AmaZulu Polokwane City FC Bloemfontein Celtic Ajax Chippa United Free State Stars Maritzburg United Platinum Stars Pretoria Mpumalanga Clubs à Pretoria Mamelodi Sundowns Supersport United Pretoria University                              |

| Club                   | Ville                       | Classement 2013-2014 | Entraîneur            | Stade                   | Capacité |
| ---------------------- | --------------------------- | -------------------- | --------------------- | ----------------------- | -------- |
| Ajax Cape Town         | Le Cap (Parow)              | 12                   | Roger de Sa           | Cape Town Stadium       | 55 000   |
| AmaZulu                | Durban                      | 9                    | Steve Barker          | Stade Moses-Mabhida     | 54 000   |
| Bidvest Wits           | Johannesburg (Braamfontein) | 3                    | Gavin Hunt            | Bidvest Stadium         | 5 000    |
| Bloemfontein Celtic    | Bloemfontein                | 6                    | Ernst Middendorp      | Seisa Ramabodu Stadium  | 20 000   |
| Free State Stars       | Bethlehem                   | 14                   | Kinnah Phiri          | Charles Mopeli Stadium  | 35 000   |
| Chippa United          | Le Cap (Nyanga)             | 1 (D2)               | Roger Sikhakhane      | Athlone Stadium         | 30 000   |
| Kaizer Chiefs          | Johannesbourg (Soweto)      | 2                    | Stuart William Baxter | FNB Stadium             | 95 000   |
| Mamelodi Sundowns      | Pretoria (Chloorkop)        | 1                    | Pitso John Mosimane   | Loftus Versfeld Stadium | 52 000   |
| Maritzburg United      | Pietermaritzburg            | 10                   | Steve Komphela        | Harry Gwala Stadium     | 13 000   |
| Moroka Swallows        | Johannesbourg (Soweto)      | 13                   | Fani Madida           | Dobsonville Stadium     | 24 000   |
| Mpumalanga Black Aces  | Nelspruit                   | 7                    | Clive Barker          | Stade Mbombela          | 40 929   |
| Orlando Pirates        | Johannesbourg (Soweto)      | 4                    | Eric Tinkler          | Orlando Stadium         | 40 000   |
| Platinum Stars         | Rustenburg                  | 8                    | Allan Freese          | Stade Royal Bafokeng    | 42 000   |
| Polokwane City FC      | Polokwane                   | 15                   | Kostatin Papic        | Stade Peter-Mokaba      | 41 733   |
| Supersport United      | Pretoria (Atteridgeville)   | 5                    | Gordon Igesund        | Lucas Moripe Stadium    | 29 000   |
| Pretoria University FC | Pretoria (Hatfield)         | 11                   | Sammy Troughton       | Tuks ABSA Stadium       | 8 000    |

## Compétition
Le classement est établi sur le barème de points classique (victoire à 3 points, match nul à 1, défaite à 0).
Pour départager les égalités, on tient d'abord compte de la différence de buts générale, puis du nombre de buts marqués, puis des confrontations directes.
| Rang | Équipe                 | Pts | J  | G  | N  | P  | Bp | Bc | Diff |
| ---- | ---------------------- | --- | -- | -- | -- | -- | -- | -- | ---- |
| 1    | Kaizer Chiefs          | 69  | 30 | 21 | 6  | 3  | 41 | 14 | +27  |
| 2    | Mamelodi Sundowns T    | 57  | 30 | 16 | 9  | 5  | 44 | 24 | +20  |
| 3    | Bidvest Wits           | 52  | 30 | 15 | 7  | 8  | 34 | 25 | +9   |
| 4    | Orlando Pirates        | 50  | 30 | 13 | 11 | 6  | 46 | 29 | +17  |
| 5    | Ajax Cape Town         | 44  | 30 | 12 | 8  | 10 | 34 | 35 | -1   |
| 6    | SuperSport United      | 41  | 30 | 12 | 5  | 13 | 39 | 40 | -1   |
| 7    | Bloemfontein Celtic    | 40  | 30 | 11 | 7  | 12 | 34 | 27 | +7   |
| 8    | Maritzburg United      | 40  | 30 | 10 | 10 | 10 | 30 | 25 | +5   |
| 9    | Free State Stars       | 38  | 30 | 10 | 8  | 12 | 34 | 39 | -5   |
| 10   | Mpumalanga Black Aces  | 34  | 30 | 7  | 13 | 10 | 35 | 39 | -4   |
| 11   | Platinum Stars         | 34  | 30 | 8  | 10 | 12 | 30 | 38 | -8   |
| 12   | Polokwane City FC      | 34  | 30 | 9  | 7  | 14 | 42 | 60 | -18  |
| 13   | University of Pretoria | 32  | 30 | 7  | 11 | 12 | 28 | 32 | -4   |
| 14   | Chippa United P        | 30  | 30 | 7  | 9  | 14 | 23 | 37 | -14  |
| 15   | Moroka Swallows        | 30  | 30 | 8  | 6  | 16 | 30 | 47 | -17  |
| 16   | AmaZulu                | 27  | 30 | 6  | 9  | 15 | 31 | 44 | -13  |

|  | Qualification pour la Ligue des champions de la CAF 2015                       |
|  | Qualification pour la Coupe de la confédération 2015                           |
|  | Relégation directe en deuxième division                                        |
|  | barrage de relégation                                                          |
|  | T : Tenant du titre C : Vainqueur de la Coupe d'Afrique du Sud P : Promu de D2 |

Dernière mise à jour le 3 mai 2015.

### Évolution du classement
Leader du championnat
Évolution du classement
- Qualifié pour la Ligue des champions de la CAF 2015.
- Relégué en Division 2.
- Qualifié pour la Coupe de la confédération 2015.
- Barrage de relégation

| Club                   | 1  | 2  | 3  | 4  | 5  | 6  | 7  | 8  | 9  | 10 | 11 | 12 | 13 | 14 | 15 | 16 | 17 | 18 | 19 | 20 | 21 | 22 | 23 | 24 | 25 | 26 | 27 | 28 | 29 | 30 |
| ---------------------- | -- | -- | -- | -- | -- | -- | -- | -- | -- | -- | -- | -- | -- | -- | -- | -- | -- | -- | -- | -- | -- | -- | -- | -- | -- | -- | -- | -- | -- | -- |
| Kaizer Chiefs          | 2  | 2  | 1  | 1  | 1  | 1  | 1  | 1  | 1  | 1  | 1  | 1  | 1  | 1  | 1  | 1  | 1  | 1  | 1  | 1  | 1  | 1  | 1  | 1  | 1  | 1  | 1  | 1  | 1  | 1  |
| Ajax Cape Town         | 6  | 3  | 2  | 2  | 2  | 2  | 2  | 2  | 2  | 4  | 2  | 2  | 2  | 2  | 4  | 4  | 5  | 5  | 6  | 5  | 5  | 5  | 5  | 6  | 5  | 5  | 6  | 6  | 5  | 5  |
| AmaZulu                | 11 | 15 | 15 | 16 | 16 | 16 | 16 | 16 | 16 | 16 | 16 | 16 | 16 | 16 | 16 | 16 | 16 | 16 | 16 | 16 | 16 | 16 | 16 | 16 | 16 | 16 | 16 | 16 | 15 | 16 |
| Bloemfontein Celtic    | 10 | 10 | 14 | 9  | 10 | 12 | 13 | 11 | 9  | 10 | 10 | 9  | 8  | 10 | 10 | 10 | 10 | 11 | 7  | 7  | 6  | 6  | 6  | 5  | 6  | 6  | 5  | 5  | 6  | 7  |
| Chippa United          | 1  | 6  | 9  | 13 | 13 | 8  | 6  | 6  | 8  | 6  | 3  | 7  | 4  | 3  | 8  | 7  | 8  | 10 | 11 | 11 | 11 | 11 | 12 | 13 | 13 | 13 | 14 | 14 | 14 | 14 |
| Free State Stars       | 13 | 16 | 11 | 6  | 8  | 9  | 7  | 10 | 11 | 15 | 11 | 13 | 15 | 12 | 15 | 15 | 14 | 13 | 13 | 13 | 13 | 14 | 14 | 14 | 14 | 14 | 12 | 9  | 9  | 9  |
| Mamelodi Sundowns      | 8  | 11 | 7  | 10 | 7  | 4  | 3  | 3  | 4  | 2  | 5  | 4  | 7  | 6  | 3  | 3  | 2  | 2  | 2  | 2  | 2  | 2  | 2  | 2  | 2  | 2  | 2  | 2  | 2  | 2  |
| Maritzburg United      | 7  | 4  | 6  | 4  | 5  | 6  | 8  | 7  | 3  | 5  | 4  | 3  | 6  | 4  | 6  | 6  | 7  | 7  | 9  | 10 | 10 | 9  | 8  | 9  | 9  | 9  | 8  | 7  | 8  | 8  |
| Moroka Swallows        | 4  | 1  | 4  | 3  | 4  | 7  | 11 | 12 | 12 | 14 | 12 | 15 | 13 | 13 | 14 | 14 | 13 | 14 | 14 | 14 | 15 | 15 | 15 | 15 | 15 | 15 |    | 15 | 16 | 15 |
| Mpumalanga Black Aces  | 9  | 12 | 16 | 11 | 11 | 11 | 9  | 8  | 5  | 7  | 6  | 8  | 9  | 8  | 7  | 8  | 9  | 9  | 12 | 12 | 12 | 13 | 11 | 12 | 12 | 11 |    | 11 | 12 | 10 |
| Orlando Pirates        | 12 | 13 | 13 | 8  | 6  | 3  | 5  | 4  | 6  | 9  | 8  | 5  | 5  | 7  | 5  | 5  | 4  | 4  | 4  | 4  | 4  | 3  | 3  | 3  | 3  | 4  | 3  | 3  | 3  | 4  |
| Platinum Stars         | 15 | 8  | 5  | 7  | 9  | 10 | 12 | 13 | 13 | 13 | 15 | 14 | 14 | 15 | 12 | 13 | 15 | 15 | 15 | 15 | 14 | 12 | 13 | 11 | 11 | 12 | 13 | 13 | 10 | 11 |
| Polokwane City FC      | 5  | 9  | 12 | 15 | 15 | 15 | 15 | 15 | 14 | 8  | 13 | 11 | 11 | 9  | 9  | 9  | 6  | 6  | 5  | 6  | 8  | 8  | 7  | 8  | 8  | 8  | 10 | 9  | 11 | 12 |
| SuperSport United      | 13 | 7  | 10 | 14 | 14 | 13 | 10 | 9  | 10 | 11 | 7  | 10 | 10 | 11 | 11 | 12 | 11 | 12 | 8  | 8  | 9  | 10 | 9  | 7  | 7  | 7  | 7  | 8  | 7  | 6  |
| University of Pretoria | 16 | 14 | 8  | 12 | 12 | 14 | 14 | 14 | 15 | 12 | 14 | 12 | 12 | 14 | 13 | 11 | 12 | 8  | 10 | 9  | 7  | 7  | 10 | 10 | 10 | 10 | 11 | 10 | 13 | 13 |
| Bidvest Wits           | 3  | 5  | 3  | 5  | 3  | 5  | 4  | 5  | 7  | 3  | 9  | 6  | 3  | 6  | 2  | 2  | 3  | 3  | 3  | 3  | 3  | 4  | 4  | 4  | 4  | 3  | 4  | 4  | 4  | 3  |

La J10 a eu lieu après la J14, tout comme la J27 après la J28

### Matchs
Abréviations :
| - AJA = Ajax Cape Town - AMA = AmaZulu - BLO = Bloemfontein Celtic - CHI = Chippa United - FRE = Free State Stars - KAI = Kaizer Chiefs - MAM = Mamelodi Sundowns - MAR = Maritzburg United | - MOR = Moroka Swallows - MPU = Mpumalanga Black Aces - ORL = Orlando Pirates Football Club - PLA = Platinum Stars - POL = Polokwane City FC - SUP = SuperSport United - UNI = University of Pretoria - WIT = Bidvest Wits |

| Résultats (▼dom., ►ext.) | AJA | AMA | BLO | CHI | FRE | KAI | MAM | MAR | MOR | MPU | ORL | PLA | POL | SUP | UNI | WIT |
| AJA                      |     | 1-1 | 1-0 | 2-0 | 2-1 | 1-0 | 0-1 | 0-0 | 2-1 | 2-1 | 2-2 | 2-1 | 1-1 | 0-0 | 2-0 | 3-1 |
| AMA                      | 0-0 |     | 0-2 | 0-1 | 1-0 | 1-2 | 0-1 | 1-3 | 1-2 | 1-2 | 1-2 | 0-0 | 2-0 | 1-3 | 2-1 | 3-1 |
| BLO                      | 2-3 | 3-0 |     | 1-0 | 0-1 | 0-0 | 0-1 | 0-1 | 0-0 | 1-1 | 2-2 | 2-0 | 5-1 | 1-0 | 2-2 | 0-1 |
| CHI                      | 1-1 | 1-1 | 1-2 |     | 1-0 | 0-2 | 1-1 | 1-1 | 1-0 | 2-2 | 1-0 | 2-0 | 1-1 | 1-2 | 1-2 | 2-1 |
| FRE                      | 1-0 | 0-0 | 1-0 | 2-0 |     | 0-1 | 0-2 | 1-1 | 3-2 | 2-2 | 1-1 | 3-1 | 2-5 | 3-2 | 1-1 | 1-0 |
| KAI                      | 1-0 | 1-0 | 1-0 | 1-0 | 2-1 |     | 1-1 | 1-0 | 1-1 | 1-0 | 0-0 | 2-2 | 4-1 | 2-0 | 2-1 | 1-2 |
| MAM                      | 2-1 | 2-0 | 0-5 | 3-0 | 2-0 | 0-1 |     | 1-1 | 4-1 | 0-0 | 0-3 | 1-1 | 5-0 | 3-1 | 1-0 | 0-0 |
| MAR                      | 1-0 | 1-1 | 0-0 | 3-0 | 0-0 | 1-0 | 1-2 |     | 1-2 | 0-0 | 1-1 | 3-1 | 2-1 | 0-1 | 0-0 | 1-2 |
| MOR                      | 1-1 | 2-1 | 1-0 | 0-2 | 2-1 | 0-3 | 0-2 | 1-0 |     | 2-3 | 1-1 | 0-1 | 3-2 | 0-1 | 2-3 | 0-2 |
| MPU                      | 1-0 | 1-1 | 0-2 | 1-1 | 2-2 | 1-2 | 1-1 | 1-0 | 2-1 |     | 2-1 | 0-2 | 1-2 | 0-1 | 0-0 | 1-2 |
| ORL                      | 4-0 | 1-1 | 2-1 | 2-0 | 1-0 | 0-2 | 1-1 | 1-2 | 1-2 | 2-1 |     | 3-3 | 3-1 | 4-1 | 0-0 | 1-0 |
| PLA                      | 2-1 | 4-2 | 0-0 | 0-0 | 2-1 | 0-2 | 1-2 | 1-2 | 1-0 | 1-1 | 0-2 |     | 3-1 | 0-0 | 0-0 | 0-0 |
| POL                      | 1-2 | 2-2 | 3-0 | 3-1 | 2-3 | 0-0 | 0-3 | 2-1 | 2-1 | 2-2 | 0-3 | 2-1 |     | 1-2 | 1-5 | 1-1 |
| SUP                      | 1-2 | 2-5 | 3-0 | 1-0 | 2-2 | 2-0 | 1-2 | 1-4 | 1-1 | 1-2 | 1-2 | 3-1 | 1-1 |     | 2-0 | 0-1 |
| UNI                      | 3-0 | 1-2 | 1-2 | 2-1 | 0-1 | 0-1 | 1-1 | 1-0 | 1-1 | 2-1 | 0-0 | 0-1 | 0-1 | 0-3 |     | 0-0 |
| WIT                      | 4-2 | 2-0 | 0-1 | 0-0 | 2-0 | 0-3 | 1-0 | 1-0 | 3-0 | 2-2 | 2-0 | 1-0 | 0-2 | 1-0 | 1-1 |     |

### Buts marqués par journée
Ce graphique représente le nombre de buts marqués lors de chaque journée.
557 buts en 30 journées, soit 18.56 par journées

### Affluences journée par journée
Ce graphique représente le nombre de spectateurs (en milliers) lors de chaque journée.
Total de 1 331 352 spectateurs en 30 journées complètes (soit 44.378 /journée)

### Plus grosses affluences de la saison
| Rang | Match                                   | Journée | date     | Stade                      | Affluence |
| ---- | --------------------------------------- | ------- | -------- | -------------------------- | --------- |
| 1    | Orlando Pirates- Kaizer Chiefs          | J10     | 06.12.14 | FNB Stadium                | 71.282    |
| 2    | Ajax Cape Town - Kaizer Chiefs          | J8      | 19.10.14 | Cape Town Stadium          | 44.000    |
| 3    | Kaizer Chiefs - Mamelodi Sundowns       | J12     | 22.11.14 | FNB Stadium                | 37.185    |
| 4    | Chippa United - Kaizer Chiefs           | J30     | 09.05.15 | Nelson Mandela Bay Stadium | 35.000    |
| 5    | Mamelodi Sundowns - Orlando Pirates     | J4      | 27.08.14 | Loftus Versfeld Stadium    | 25.000    |
| 6    | Mpumalanga Black Aces - Kaizer Chiefs   | J2      | 13.08.14 | Stade Mbombela             | 25.000    |
| 7    | AmaZulu - Orlando Pirates               | J18     | 11.02.15 | Stade Moses-Mabhida        | 25.000    |
| 8    | Mamelodi Sundowns - Kaizer Chiefs       | J28     | 29.04.15 | Lucas Moripe Stadium       | 24.000    |
| 9    | Mpumalanga Black Aces - Orlando Pirates | J9      | 21.10.14 | Stade Mbombela             | 22.000    |
| 10   | Maritzburg United - Kaizer Chiefs       | J22     | 11.03.15 | Harry Gwala Stadium        | 21.000    |

### Buteurs de la saison en championnat
| Rang | Joueur                          | Club              | Nombres buts |
| ---- | ------------------------------- | ----------------- | ------------ |
| 1    | Moeketsi Sekola                 | Free State Stars  | 14           |
| 2    | Lerato Lamola                   | Bloemfontein      | 13           |
| 3    | Puleng Dennis Tlolane           | Polokwane City FC | 11           |
| 4    | Kermit Erasmus                  | Orlando Pirates   | 10           |
| 4    | Cuthbert Malajila               | Mamelodi Sundowns | 10           |
| 6    | Ndumiso Mabena                  | Platinum Stars    | 8            |
| 6    | Lehlohonolo Majoro              | Orlando Pirates   | 8            |
| 6    | Nouvelle-Zélande Jeremy Brockie | Supersport United | 8            |

 Mise à jour : 12 mai 2015 

### Barrage de promotion-relégation
Le 15e de première division retrouve les 2e et 3e de deuxième division pour le barrage de promotion-relégation qui se dispute sous forme d'une poule unique où les 3 équipes s'affrontent en matchs aller et retour. Le club de Jomo Cosmos retrouve la D1 après ces barrages.
| Rang | Équipe                 | Pts | J | G | N | P | Bp | Bc | Diff |  | Résultats (▼ dom., ► ext.) | BLA | JOM | MOR |
| ---- | ---------------------- | --- | - | - | - | - | -- | -- | ---- |  | -------------------------- | --- | --- | --- |
| 1    | Jomo Cosmos (D2)       | 7   | 4 | 2 | 1 | 1 | 5  | 3  | +2   |  | Jomo Cosmos (D2)           |     | 0-0 | 4-1 |
| 2    | Black Leopards FC (D2) | 7   | 4 | 2 | 1 | 1 | 3  | 2  | +1   |  | Black Leopards FC (D2)     | 2-0 |     | 1-0 |
| 3    | Moroka Swallows        | 3   | 4 | 1 | 0 | 3 | 3  | 6  | -3   |  | Moroka Swallows            | 0-1 | 2-0 |     |

## Coupe d'Afrique du Sud 2014

### Finale
Légende : (1) Championnat d'Afrique du Sud de football 2014-2015
| Samedi 16 mai 2015 | Ajax Cape Town (1) | 0 - 0 3-4 t. a. b. | (1) Mamelodi Sundowns |                                                            |                                                            |
| 15 h 00            | -                  | (0 - 0)            | -                     | Nelson Mandela Bay Stadium, Port Elisabeth Spectateurs : - | Nelson Mandela Bay Stadium, Port Elisabeth Spectateurs : - |
| 15 h 00            | Rapport            |                    |                       | Nelson Mandela Bay Stadium, Port Elisabeth Spectateurs : - | Nelson Mandela Bay Stadium, Port Elisabeth Spectateurs : - |
| 15 h 00            | Tirs au but 3-4    |                    |                       | Nelson Mandela Bay Stadium, Port Elisabeth Spectateurs : - | Nelson Mandela Bay Stadium, Port Elisabeth Spectateurs : - |

## Bilan de la saison
| Championnat d'Afrique du Sud de football 2014-2015                        |                   |
| Champion                                                                  | Kaiser Chiefs     |
| Coupes et trophées                                                        |                   |
| Vainqueur de la Coupe d'Afrique du Sud 2014-2015                          | Mamelodi Sundowns |
| Qualifications continentales                                              |                   |
| Ligue des champions de la CAF 2016                                        | Kaiser Chiefs     |
| Ligue des champions de la CAF 2016                                        | Mamelodi Sundowns |
| Coupe de la confédération 2016                                            | Bidvest Wits      |
| Promotions et relégations                                                 |                   |
| Promus en Championnat d'Afrique du Sud de football                        | Golden Arrows     |
| Promus en Championnat d'Afrique du Sud de football                        | Jomo Cosmos       |
| Relégués en Championnat d'Afrique du Sud de football de deuxième division | AmaZulu           |
| Relégués en Championnat d'Afrique du Sud de football de deuxième division | Moroka Swallows   |